# Alice Ball
Alice Augusta Ball (ur. 24 lipca 1892 w Seattle, zm. 31 grudnia 1916 tamże) – amerykańska chemiczka, która opracowała metodę uzyskiwania ekstraktu z oleju czaulmugrowego (ang. chaulmoogra oil) używanego do wstrzykiwań w leczeniu trądu do 1940 roku. Była pierwszym Afroamerykaninem i pierwszą kobietą, która uzyskała tytuł magistra na Uniwersytecie Hawajskim. Była również pierwszą kobietą-wykładowcą chemii na tym uniwersytecie.

## Wczesne życie i edukacja
Alice Augusta Ball urodziła się 24 lipca 1892 roku w Seattle, w stanie Waszyngton. Jej rodzicami byli James Presley i Laura Louise (Howard) Ball. Alice była jednym z czworga dzieci. Miała dwóch starszych braci, Williama i Roberta oraz młodszą siostrę Addie. Jej rodzina należała do klasy średniej i wyższej średniej. Ojciec był redaktorem gazety, fotografem i prawnikiem, a dziadek, James Ball senior – znanym fotografem i jednym z pierwszych Afroamerykanów w USA, który posiadł umiejętność dagerotypowania, tzn. otrzymywania zdjęć na metalowych płytkach.
Rodzina Alice Ball przeniosła się z Seattle do Honolulu w nadziei, że ciepły klimat pomoże jej dziadkowi cierpiącemu na zapalenie stawów. Zmarł on jednak wkrótce po przeprowadzce i rodzina powróciła do Seattle po roku spędzonym na Hawajach. Po powrocie do Seattle, Ball rozpoczęła szkołę średnią, gdzie uzyskała dobre oceny w nauce. Szkołę średnią ukończyła w 1910 roku.
Ball studiowała chemię na University of Washington, uzyskując tytuł licencjata w dziedzinie chemii farmaceutycznej, a dwa lata później z farmacji. Wraz ze swoim wykładowcą farmacji wydała 10-stronicowy artykuł w prestiżowym Journal of the American Chemical Society pod nazwą „Benzoilacje w roztworze eteru”.
Po zakończeniu studiów Ball dostała wiele ofert stypendiów. Miała możliwość studiowania na Uniwersytecie Kalifornijskim w Berkeley i Uniwersytecie Hawajskim. Postanowiła wrócić na Hawaje na studia magisterskie w dziedzinie chemii, gdzie badała olej czaulmugrowy i jego właściwości chemiczne. Olej ten był już wcześniej używany jako środek do leczenia trądu, ale Alice Ball zrewolucjonizowała go poprzez umożliwienie wstrzykiwania dzięki odkryciu eteru etylowego, formy rozpuszczalnej w wodzie, a co za tym idzie, zdolnej do rozpuszczenia we krwi. W 1915 roku została pierwszą kobietą i pierwszym Afroamerykaninem, który uzyskał tytuł magistra na Uniwersytecie Hawajskim. Alice Ball była również pierwszym Afroamerykaninem i pierwszą kobietą-wykładowcą chemii na Uniwersytecie Hawajskim.

## Badania
Na potrzeby swojej pracy magisterskiej na Uniwersytecie Hawajskim Ball badała skład chemiczny i substancje czynne Piper methysticum (cava).
W latach 1866–1942 pacjenci w USA z postawioną diagnozą trądu byli separowani i wysyłani na hawajską wyspę Molokaʻi. W tym czasie dr Harry T. Hollmann ze szpitala Kalihi na Hawajach był jednym z niewielu lekarzy niezadowolonych z wyników leczenia olejem czaulmugrowym w naturalnej postaci. Hollmann potrzebował asystenta, który mógłby mu pomóc opracować metodę wyodrębniania aktywnych związków chemicznych z oleju czaulmugrowego. Skontaktował się z Alicją Ball, która przygotowywała pracę magisterską pt. „Skład chemiczny Piper methysticum”.
Olej czaulmugrowy był już wcześniej stosowany w leczeniu trądu (choroby Hansena) z mieszanymi rezultatami, gdyż wszystkie formy leczenia miały skutki uboczne. W medycynie wschodniej już w 1300 roku olej czaulmugrowy uzyskany prosto z drzewa był aplikowany bezpośrednio na skórę. Jednak jego lepkość uniemożliwiała skuteczne wykorzystywane jako maść, a stosowanie w postaci zastrzyków było bardzo bolesne. Niektóre szpitale używały oleju w zastrzykach, pomimo lepkiej konsystencji, która powodowała podskórne guzki i pęcherze. Pęcherze te tworzyły idealne rzędy i „wyglądały jakby skóra pacjenta została zastąpiona folią bąbelkową”. Doustne stosowanie oleju nie było skuteczne, ponieważ jego gorzko-kwaśny smak powodował u pacjentów wymioty podczas próby połknięcia.
W wieku 23 lat Ball opracowała metodę, która pozwoliła na wstrzykiwanie oleju czaulmugrowego uzyskanego z nasion i jego przyswajanie przez organizm. Jej nowo opracowana metoda polegała na izolacji związków estru etylowego z kwasów tłuszczowych oleju czaulmugrowego. Ta technika izolacji, znana jako „metoda Ball”, była jedyną skuteczną metodą leczenia trądu, która „nie pozostawiała żadnych wrzodów lub gorzkiego smaku”. Z powodu przedwczesnej śmierci, Alice nie opublikowała swoich rewolucyjnych wyników. Arthur l. Dean, chemik i prezydent Uniwersytetu Hawajskiego, kontynuował jej pracę, opublikował wyniki i zaczął produkować duże ilości wyciągu czaulmugrowego gotowego do wstrzykiwania. Dean nie wspomniał o zasługach Ball i zmienił nazwę techniki na „metodę Deana”. Ball została zapomniana, mimo że w 1922 r., sześć lat po jej śmierci, Harry Hollman opublikował artykuł ujawniający jej faktyczny wkład. W 1918 r. hawajski lekarz doniósł w czasopiśmie „Journal of the American Medical Association”, że 78 pacjentów zostało wypisanych ze szpitala Kalihi przez komisję medyczną po leczeniu zastrzykami. Izolowany ester etylowy pozostał preferowaną metodą leczenia trądu aż do wynalezienia sulfonamidów w 1940 r.

## Śmierć i spuścizna
Alice Augusta Ball zmarła 31 października 1916 roku, w wieku 24 lat. Zachorowała w czasie pracy i na kilka miesięcy przed śmiercią wróciła na leczenie do Seattle. W 1917 roku artykuł w gazecie Pacific Commercial Advertiser sugerował, że przyczyną jej śmierci mogło być zatrucie chlorem w wyniku ekspozycji podczas pracy w laboratorium. Stwierdzono, że Ball prezentowała, jak poprawnie posługiwać się maską przeciwgazową w razie ataku związanego z trwającą w Europie I wojną światową. Jednak prawdziwa przyczyna jej śmierci nie jest znana, ponieważ oryginał aktu zgonu został zmieniony i podaje gruźlicę jako przyczynę.
Choć jej kariera naukowa była krótka, metoda przez nią opracowana była główną metodą leczenia trądu aż do 1940 roku. Uniwersytet Hawajski nie uznał jej pracy przez prawie dziewięćdziesiąt lat. W 2000 roku była wicegubernator Hawajów, Mazie Hirono, ustanowiła dzień 29 lutego „Dniem Alicji Ball”, który obchodzony jest co cztery lata. W 2007 roku Ball otrzymała pośmiertnie Medal Wyróżnienia nadany przez Radę Regentów Uniwersytetu Hawajskiego oraz umieszczono tablicę pamiątkową na jej cześć na jedynym drzewie uśpianu różnolistnego na terenie kampusu. W marcu 2016 r. Hawaiʻi Magazine umieścił Alicję Ball na liście najbardziej wpływowych kobiet w historii Hawajów.